# Jorge Vildoza
Jorge Raúl Vildoza (Rosario, 19 de julio de 1930 - Johannesburgo, 27 de mayo de 2005) fue un militar argentino, capitán de navío de la Marina, que se desempeñó como jefe de Estado Mayor del GT 3.3 de la ESMA durante el terrorismo de Estado durante la dictadura militar autodenominada Proceso de Reorganización Nacional (1976-1983). En tal grado, distintos sobrevivientes lo mencionan como el segundo después del contraalmirante Rubén Chamorro, entonces director de la ESMA.
Hasta su muerte, se encontraba con pedido de captura nacional e internacional tras eludir el accionar de la justicia de su país desde el año 1983 por un caso de apropiación ilegal de menores y, desde 2003, por delitos de lesa humanidad perpetrados en la ESMA, utilizada como centro clandestino de detención durante el autodenominado Proceso de Reorganización Nacional.
Según Javier Penino Viñas, nacido en cautiverio en la ESMA y apropiado ilegalmente por Vildoza y su esposa Ana María Grimaldos, el marino habría fallecido en Sudáfrica en el año 2005. Su esposa, prófuga desde 1983, fue capturada en 2012 tras intentar ingresar a la Argentina con una identidad falsa. Vildoza es el prófugo más antiguo de la Megacausa ESMA. Penino Viñas asegura que su apropiador fue piloto de muchos vuelos de la muerte, y existe una hipótesis del equipo de investigadores del Ministerio de Defensa, que trabajó sobre los archivos de las Fuerzas Armadas, donde plantean su rol como jefe de la «unidad de combate» en la que se convirtió la ESMA a partir de 1975-1976. Cecilia Viñas, madre de Javier, había sido secuestrada en octubre de 1977, embarazada de siete meses, y trasladada desde la Base Naval de Buzos Tácticos de Mar del Plata para parir en la ESMA. Vildoza integraba un grupo de marinos autorizados a visitar la maternidad clandestina, a la que llamaban «la pequeña Sardá».

## Carrera militar
Vildoza (como capitán de fragata) fue jefe de Estado Mayor del GT 3.3 de la ESMA (en Capital Federal) entre 1975 y 1979. Luego asumió en la Comisión Naval en Europa y como agregado naval en el Reino Unido en 1979.

## Apropiación de Javier Penino Viñas
Hijo de Cecilia Viñas y Hugo Reinaldo Penino, ambos oriundos de la ciudad de Mar del Plata, fueron secuestrados a mediados del año 1977 en su domicilio, en la ciudad de Buenos Aires. Cecilia, embarazada de siete meses, fue trasladada luego a la maternidad clandestina de la ESMA, donde nació Javier en septiembre del mismo año. Luego fue apropiado ilegalmente y anotado como hijo de Jorge Vildoza y su esposa Ana María Grimaldos.
Luego de ser identificado por las Abuelas de Plaza de Mayo en 1984, los Vildoza huyeron del país dejando a sus dos hijos biológicos. En su fuga, con documentación falsa vivieron en Paraguay, Brasil, tuvieron un paso por Europa y finalmente se instalaron en Sudáfrica, con el apellido Sedano.
En 1998 se presentó en Argentina ante la jueza Servini de Cubría para realizarse un estudio de ADN, el cual arrojó que en realidad él era Javier Penino Viñas, hijo de Cecilia Viñas y Hugo Penino, detenidos y desaparecidos por la última dictadura militar, a mediados de 1977.
Conoció a su familia biológica, sin embargo nunca cortó sus lazos con los Vildoza, principalmente con su apropiadora, Ana María Grimaldos quien fue arrestada en 2012.
Al ser detenida, Grimaldos se declaró viuda: su marido habría muerto presuntamente en 2005 y su cuerpo cremado bajo uno de sus nombres falsos, pero esto no está comprobado.
Durante el proceso de enjuiciamiento de Grimaldos, Javier presentó un escrito en el cual, sin justificar el robo de niños y refiriéndose a un «Plan sistemático de apropiación», asegura que su apropiadora no sabía y responsabiliza a Vildoza.

## Procesos judiciales

### Juicio por apropiación de Javier
El día 24 de febrero del año 2015 comenzaron las audiencias por la apropiación del hijo de Hugo Reinaldo Penino y Cecilia Viñas. El Tribunal Oral en lo Criminal N.º 4 condenó a Ana María Grimaldos a seis años de prisión, por la apropiación de Javier Penino Viñas, cuyos padres fueron desaparecidos desde julio de 1977.
El tribunal encontró a Grimaldos como coautora penalmente responsable de la sustracción y retención de un menor, falsificación de documentos públicos y supresión de estado civil".
El fiscal a cargo de la acusación fue Horacio Azzolin y la querella de Abuelas de Plaza de Mayo y de la abogada Alcira Ríos por la familia Viñas.
Javier Penino Viñas decidió dar testimonio en ese juicio a favor de su apropiadora contando que su supuesta madre no sabía que había sido adoptado ilegalmente.
Javier dijo en el juicio:

Vildoza me dijo que era un huérfano que le habían ofrecido adoptar y había hecho los trámites y que era el hijo adoptivo de la familia.

A los 13 años Javier se enteró de que era adoptado por boca de su madre adoptiva. En ese momento, ya residían en Sudáfrica y Vildoza y sus dos hijos biológicos también sabían sobre su adopción. El hijo de Cecilia Viñas creía que se habían fugado del país en 1984 por el trabajo de su padre en el Grupo de Tareas 3.3.2., no por su apropiación ilegal. Con respecto a su madre adoptiva Javier declaró:

Ella pensó que era un huérfano, me dio mucho amor, educación, oportunidades, saber que había una abuela buscándome por tanto tiempo fue muy fuerte pero no cambió el amor que sentía como madre, pero es algo que tuvo que absorber.[cita requerida]

## Reporte de Interpol sobre su fallecimiento
El 14 de octubre de 2016, el departamento de Interpol de la Policía Federal Argentina (PFA) le notificó al juez federal Sergio Torres que Interpol Sudáfrica dictaminó que las huellas dactilares de una persona a la que identificaban como Roberto Sedano coincidían con las que la PFA tenía registradas como las de Vildoza. Y que esa persona, fallecida el 27 de mayo de 2005, vivía en la ciudad sudafricana de Johannesburgo.